# Blackey
Blackey är en ort i Letcher County i delstaten Kentucky, USA. År 2000 hade orten 153 invånare. Den har enligt United States Census Bureau en area på 1,3 km², allt är land.